# União Democrática Croata
A União Democrática Croata (em croata: Hrvatska demokratska zajednica, HDZ) é o principal partido de centro-direita da Croácia, conservador e democrata-cristão.
O partido foi fundado em 1989, pelo primeiro presidente da Croácia, Franjo Tudman e, inicialmente, era claramente um partido de direita, de linha nacionalista e anticomunista. Após a morte de Tudman, o HDZ transformou-se num partido de centro-direita, de ideologia conservadora e democrata-cristã.
O HDZ é, actualmente, liderado por Andrej Plenković e, a nível internacional, é membro do Partido Popular Europeu (PPE), da Internacional Democrata Centrista e da União Internacional Democrata.

## Presidentes do partido desde 1989
O gráfico abaixo mostra uma linha do tempo dos presidentes da União Democrática da Croácia e dos primeiros-ministros da Croácia. A barra da esquerda mostra todos os presidentes do HDZ, e a barra da direita mostra a composição correspondente do governo croata na época. As cores azul (HDZ) e vermelha (SDP) correspondem a qual partido liderou o governo. Os sobrenomes dos respectivos primeiros-ministros são exibidos; os algarismos romanos representam os gabinetes.

## Resultados eleitorais

### Eleições presidenciais
| Data    | Candidato apoiado        | 1ª Volta | 1ª Volta  | 1ª Volta     | 2ª Volta | 2ª Volta  | 2ª Volta     |
| Data    | Candidato apoiado        | CI.      | Votos     | %            | CI.      | Votos     | %            |
| ------- | ------------------------ | -------- | --------- | ------------ | -------- | --------- | ------------ |
| 1992    | Franjo Tuđman            | 1.º      | 1 519 100 | 56,7 / 100,0 |          |           |              |
| 1997    | Franjo Tuđman            | 1.º      | 1 337 990 | 61,4 / 100,0 |          |           |              |
| 2000    | Mate Granic              | 3.º      | 601 588   | 22,5 / 100,0 |          |           |              |
| 2005    | Jadranka Kosor           | 2.º      | 452 218   | 20,3 / 100,0 | 2.º      | 751 692   | 34,1 / 100,0 |
| 2009/10 | Andrija Hebrang          | 3.º      | 237 998   | 12,0 / 100,0 |          |           |              |
| 2014/15 | Kolinda Grabar-Kitarović | 2.º      | 665 379   | 37,2 / 100,0 | 1.º      | 1 114 945 | 50,7 / 100,0 |

### Eleições legislativas
| Data | CI. | Votos     | %            | +/-  | Deputados | +/-     | Status   |
| ---- | --- | --------- | ------------ | ---- | --------- | ------- | -------- |
| 1992 | 1.º | 1 176 437 | 44,7 / 100,0 |      | 85 / 138  |         | Governo  |
| 1995 | 1.º | 1 093 403 | 45,2 / 100,0 | 0,5  | 75 / 127  | 10      | Governo  |
| 2000 | 2.º | 790 728   | 26,9 / 100,0 | 18,3 | 46 / 151  | 29      | Oposição |
| 2003 | 1.º | 840 692   | 33,9 / 100,0 | 7,0  | 66 / 151  | 20      | Governo  |
| 2007 | 1.º | 907 743   | 36,6 / 100,0 | 2,7  | 66 / 153  | Estável | Governo  |
| 2011 | 2.º | 569 781   | 23,8 / 100,0 | 12,8 | 44 / 151  | 22      | Oposição |
| 2015 | 1.º | 771 070   | 33,5 / 100,0 | 9,7  | 59 / 151  | 15      | Governo  |
| 2016 | 1.º | 682 687   | 36,3 / 100,0 | 2,8  | 61 / 151  | 2       | Governo  |

### Eleições europeias
| Data | CI. | Votos   | %            | +/-  | Deputados | +/-     |
| ---- | --- | ------- | ------------ | ---- | --------- | ------- |
| 2013 | 1.º | 243 654 | 32,9 / 100,0 |      | 5 / 12    |         |
| 2014 | 1.º | 381 844 | 41,4 / 100,0 | 8,5  | 4 / 11    | 1       |
| 2019 | 1.º | 244 076 | 22,7 / 100,0 | 18,7 | 4 / 11    | Estável |